# 夜廻
『夜廻』（よまわり）は、日本一ソフトウェアのゲームソフト。2015年10月29日にPlayStation Vita用として発売され、後に様々なプラットフォームに対応。北米・欧州でも『Yomawari: Night Alone』のタイトルで2016年10月25日・28日にPlayStation VitaおよびMicrosoft Windows (Steam) 用ソフトとして発売されている。
2017年8月24日に続編『深夜廻』が発売された。2018年10月25日（日本以外では10月26日・30日）には2作をまとめたNintendo Switch用ソフト『夜廻と深夜廻 for Nintendo Switch（YOMAWARI: The Long Night Collection）』が発売。2019年1月25日にはDMM GAMESで配信。2019年7月27日からはiOS及びAndroid版が配信された。2022年4月21日には続編の『夜廻三』が発売された。
いなくなったものを探す少女が、夜の街を探索する。

## あらすじ
ある夏の日の夕方、愛犬ポロと散歩にでかけた少女は、道中で自分の不注意でポロとはぐれてしまう。
一人家に帰ってきた少女を見た少女の姉は、ポロを探しに夜の街に出掛けるが、いつまで待っても帰ってこない。意を決して夜の街に出た少女は、昼間の街からは想像もできないような、不気味な夜の街を目の当たりにする。

## システム
夜の街を懐中電灯を手に探索し、暗いところに懐中電灯の光を当てて、これが何かを判別することで情報や噂を収集したり、街に落ちているアイテムを拾い、これを駆使して探索を行いながら、消えた姉と愛犬ポロの手がかりを集めていく。
街にはお化けと呼ばれる存在が徘徊しており、多くのお化けは少女に襲い掛かるため、姿を隠したりアイテムを使うことで回避する。お化けに捕まってしまうと、自宅や中間地点から再スタートとなる。中には変わった行動をとるお化けもいる。
本作のシステムの特徴として「心臓音システム」があり、少女の近くにお化けがいると、心臓音と共に画面が脈を打ち始める。鼓動の音や早さでお化けの位置を判別することできるが、心臓音が鳴っている間は少女の行動の一部に制限がかかる。

## 登場人物

### メインキャラクター
少女
本作の主人公。リボンのついたカチューシャをつけている。本編では明かされなかったが、設定段階では「ことも」という名前が与えられていたことが、ディレクターにより明かされた。
姿を消した姉とポロを探しに懐中電灯を片手に夜の街を彷徨う。
『深夜廻』ではクリア後に「となりまち」のサブイベントに登場する。
姉
少女の姉。ゲーム中では「おねえちゃん」と呼ばれる。消えたポロを探しに行ったきり、帰って来なくなる。
ポロ
少女と姉が飼っている愛犬。散歩中、とある理由から消息不明になった。

### お化け
街灯下の影
街灯の下にいる人型の影。
子供の霊
大きな口で笑う事故死した人型の霊。
道ふさぎ
大きな目と口と複数の足を持つ異形のお化け。
盲目の霊
釘が刺さった血まみれの包帯を頭に巻いている人型の霊。
顔面岩
人の顔型の岩。
化け猫
普段は普通の猫に化けており、少女が近づくと巨大な猫の頭になって襲ってくる。
よまわりさん
袋を巻き付けた触手を持つ異形のお化け。
首無し馬
同じ道を走っている首の無い馬。
メリーさんの人形
持ち主に捨てられた人形で、持ち主を探している。
大きなだるま
両目が描かれていないだるま。

## 開発
本作は、デザイナーの溝上侑が本一ソフトウェアの社内コンペティション「日本一企画祭」にて出した画をもとに誕生した
。

## 評価
- 『週刊ファミ通』のクロスレビューでは、40点満点で29点を得た[5]。
- 2016年2月の時点では4.8万本を出荷しており、『魔界戦記ディスガイア5』に迫るヒットとなった[6]。売上は想定を上回ればよいと考えられていたが、実際には想定の倍以上となった[6]。
- 「電撃PSアワード 2015」インディーズ部門第1位[1]。

## 小説
2017年2月22日にPHP研究所より刊行。2017年3月6日に第1版第1刷発行。著者は保坂歩、イラストは溝上侑。本体価格は税別1300円
小説版では少女視点でゲームの内容に沿った物語が進められる他、ゲームでは触れられなかった「姉」目線での物語も明かされることになる。